# Czołowo (województwo kujawsko-pomorskie)
Czołowo – wieś w Polsce, położona w województwie kujawsko-pomorskim, w powiecie radziejowskim, w gminie Radziejów.
Wieś królewska, położona w II połowie XVI wieku w powiecie radziejowskim województwa brzeskokujawskiego, należała do starostwa radziejowskiego. W latach 1975–1998 wieś administracyjnie należała do województwa włocławskiego.
Wieś sołecka – zobacz jednostki pomocnicze gminy Radziejów w BIP.

## Integralne części wsi
| SIMC    | Nazwa      | Rodzaj    |
| ------- | ---------- | --------- |
| 0868023 | Kontrewers | część wsi |

## Historia wsi
Dzieje miejscowości Czołowo sięgają średniowiecza. Pierwsze wzmianki pojawią się w roku 1488, kiedy to wieś jest wymieniania wśród stanowiących własność królewską dóbr brzeskich.
Z najstarszego inwentarza dóbr starostwa brzeskiego datowanego w 1494 wynika, że prawdopodobnie była ona włączona do zabudowy miejskiej Radziejowa.
W 1500 król Jan I Olbracht, zapisując dług 1800 florenów na dochodach Radziejowa i przynależnych do niego dóbr starostwa radziejowskiego, wymienia wśród nich między innymi Czołowo.
W 1631 Czołowo nadal było wsią królewską w posiadaniu starosty radziejowskiego Macieja Sokołowskiego. Według lustracji z lat 1628–1632 we wsi był mieć i rataj. Wieś posiadała 4 łany. Bilans urodzaju folwarku przedstawiony w kopach szacował się następująco: 97 żyta, 12 pszenicy, 6,5 grochu i 48 owsa.
Czołowo w 1662 liczyło około 24 mieszkańców zamieszkujących w 4 domy. Wieś posiadała 17 łanów. Stan demograficzny w 1675 wynosił: 3 szlachciców i 25 osób pochodzenia plebejskiego.
W 1779 Czołowo przechodzi na własność Antoniego Biesiekierskiego. Wieś liczyła 95 osób zamieszkujących 22 domostwa. Osada przynależała do wójtostwa radziejowskiego. We wsi mieszkało 4 rolników, 6 chałupników i 2 komornice. W wyniku II rozbioru Polski w 1793 wieś została zagarnięta przez Prusy, od 1807 należała do Księstwa Warszawskiego, a po Kongresie Wiedeńskim w 1815 znalazła się w Królestwie Polskim. Ustawa konstytucyjna Królestwa Polskiego z dnia 27 lipca 1815 wprowadziła nowy podział administracyjny kraju. Granica przebiegała przez wieś Czołowo do Wąsewa, a następnie do Piotrkowa Kujawskiego, gdzie mieścił się posterunek graniczny. W Czołowie znajdowało się przejście graniczne. Stacjonowała jednostka wojskowa i działał urząd celny.
W 1827 wieś liczyła 116 mieszkańców zamieszkujących 14 domów. Na powstałą ekonomię radziejowską, utworzoną ze starostw, królewszczyzn i majątków poduchownych składa się w XIX wieku również wieś Czołowo.
W latach 1866–1868 wśród majoratów, jakimi obdzielono zasłużonych urzędników carskich, znalazł się folwark Czołowo, który był darowany generałowi adiutantowi baronowi Pawłowi Korffowi.
Czołowo w latach 1921–1926 jako własność Skarbu Państwa zostało rozparcelowane przez Urząd Ziemski w większości pomiędzy repatriantów przybyłych z USA. W wyniku tego przedsięwzięcia powstało około 50 gospodarstw rolnych o powierzchni od 7 do 9 ha.
W dwudziestoleciu międzywojennym w Czołowie powstała ferma rolna. Stanowiła ona własność komunalną o wartości 42 783,94 zł. W lutym w 1930 sejmik powiatowy nieszawski przeznaczył fundusz 8000 zł, na wyremontowanie tego ośrodka głównie na naprawę znajdujących się w nim pomieszczeń.
Według ustawy samorządowej z grudnia 1933 Czołowo (wieś, kolonie, Kontrewers, parcele i ośrodek) i Czołówek wraz z folwarkiem – Bielawy weszły w skład gminy Radziejów. Wieś Czołowo liczyła 410 mieszkańców. Do 19 lipca 1924 wieś Bielawy nosiła nazwę: Auerbachowo (gmina Radziejów, powiat nieszawski).
Miejscowość Czołowo leży obecnie w województwie kujawsko-pomorskim, na Kujawach w powiecie radziejowskim. Miejscowość wchodzi w skład gminy Radziejów.
Czołowo położone jest około 2 km. na południowy zachód od miasta Radziejów. Należy do parafii pod Wezwaniem Najświętszej Marii Panny w Radziejowie, zajmuje powierzchnię 7,7 km².